# Dendral
Dendral (Дендрал) — проєкт з розробки експертної системи, що мав великий вплив на розвиток технологій штучного інтелекту в 1960-тих та комп'ютерна експертна система, розроблена в результаті роботи цього проєкту. Основною метою було допомогти дослідникам органічної хімії в ідентифікації невідомих молекул на основі аналізу даних мас-спектрометрії.
Роботи над проєктом розпочалися в 1965 році в Стенфордському Університеті. В них брали участь: Едвард Файгенбаум (англ. Edward Feigenbaum), Брюс Бучанан (англ. Bruce Buchanan), Джошуа Ледерберг (англ. Joshua Lederberg), та Карл Д'єрассі (англ. Carl Djerassi). Робота над цим проєктом охоплює майже половину історії дослідження штучного інтелекту.
Комп'ютерну програму Dendral вважають першою експертною системою, оскільки вона автоматизувала процес прийняття рішень та розв'язання проблем органічних хіміків. Вона складається із двох підпрограм: Евристичний Дендрал (англ. Heuristic Dendral), та Мета-Дендрал (англ. Meta-Dendral). Програми було написано на мові програмування Лісп, яку, в ті часи, вважали мовою програмування штучного інтелекту.
На базі Дендрал було створено багато інших систем, зокрема: MYCIN, MOLGEN, MACSYMA, PROSPECTOR, XCON, та STEAMER.
Назва Дендрал (Dendral) є портмоне слів «Дендричний алгоритм» (англ. Dendritic Algorithm).